# Triathlon aux Jeux européens
Le triathlon aux Jeux européens, est une épreuve sportive figurant au programme des Jeux européens depuis leur créations en 2015 à Bakou.

## Épreuves
Les épreuves masculines et féminines se déroulent sur distance  M (anciennement : courte distance, CD ou distance olympique). Les concurrents doivent parcourir sans temps de pause (les transitions sont donc essentielles en termes de stratégie de course) des distances sur trois épreuves consécutives :
- Natation : course de 1,5 km de nage après un départ groupé (mass start).
- Cyclisme : les triathlètes enchaînent une course de 40 km de vélo (aspiration-abri autorisé).
- Course à pied : course sur la distance de 10 km.

Les épreuves  féminines et masculines sont différenciées et se déroulent selon les mêmes règles et sur le même parcours.

## Palmarès

### Hommes
| Année | Lieu               | Médaille d'or        | Temps           | Médaille d'argent | Temps           | Médaille de bronze | Temps           |
| ----- | ------------------ | -------------------- | --------------- | ----------------- | --------------- | ------------------ | --------------- |
| 2023  | Cracovie, Pologne  | Vetle Bergsvik Thorn | 1 h 46 min 50 s | Shachar Sagiv     | 1 h 46 min 51 s | Adrien Briffod     | 1 h 46 min 52 s |
| 2015  | Bakou, Azerbaïdjan | Gordon Benson        | 1 h 48 min 31 s | João Silva        | 1 h 48 min 42 s | Rostislav Pevtsov  | 1 h 49 min 4 s  |

### Femmes
| Année | Lieu               | Médaille d'or   | Temps          | Médaille d'argent | Temps           | Médaille de bronze | Temps           |
| ----- | ------------------ | --------------- | -------------- | ----------------- | --------------- | ------------------ | --------------- |
| 2023  | Cracovie, Pologne  | Solveig Løvseth | 1 h 57 min 5 s | Julia Hauser      | 1 h 57 min 15 s | Jolien Vermeylen   | 1 h 57 min 17 s |
| 2015  | Bakou, Azerbaïdjan | Nicola Spirig   | 2 h 0 min 28 s | Rachel Klamer     | 2 h 1 min 44 s  | Lisa Nordén        | 2 h 1 min 46 s  |

### Relais mixte
| Année | Lieu              | Médaille d'or                                   | Médaille d'argent                           | Médaille de bronze                   |
| ----- | ----------------- | ----------------------------------------------- | ------------------------------------------- | ------------------------------------ |
| 2023  | Cracovie, Pologne | Norvège (Bergsvik Thorn-Miller-Stornes-Løvseth) | Royaume-Uni (Izzard-Alden-Bentley-Rainsley) | Hongrie (Kiss-Bragmayer-Dobi-Kropkó) |

## Tableau des médailles
| Rang             | Nation           | Or | Argent | Bronze | Total |
| ---------------- | ---------------- | -- | ------ | ------ | ----- |
| 1                | Norvège          | 3  |        |        | 3     |
| 2                | Suisse           | 1  |        | 1      | 2     |
| 3                | Royaume-Uni      | 1  | 1      |        | 2     |
| 4                | Autriche         |    | 1      |        | 1     |
| 4                | Israël           |    | 1      |        | 1     |
| 4                | Pays-Bas         |    | 1      |        | 1     |
| 4                | Portugal         |    | 1      |        | 1     |
| 8                | Azerbaïdjan      |    |        | 1      | 1     |
| 8                | Belgique         |    |        | 1      | 1     |
| 8                | Hongrie          |    |        | 1      | 1     |
| 8                | Suède            |    |        | 1      | 1     |
| Total 11 nations | Total 11 nations | 5  | 5      | 5      | 15    |